# Это’о Пинеда, Этьен
Этьен Это’о Пинеда (исп. и фр. Etienne Eto'o Pineda; род. 18 августа 2002, Пальма) — испанский и камерунский футболист, нападающий клуба «Райо Вальекано B». Сын футболиста Самюэля Это’о.

## Биография

### Клубная карьера
Этьен Это’о родился в 2002 году в испанском городе Пальма в семье камерунского футболиста Самюэля Это’о.
Начал карьеру в молодёжных клубах Испании, играя за «Мальорку» и «Атлетико Балеарес» (2019—2020) и «Реал Овьедо» (2020—2021). Летом 2021 года он находился на просмотре в португальской «Бенфике», но в итоге присоединился к «Витории» из Гимарайнша.
В июле 2022 года Это’о вернулся в Испанию, подписав контракт с клубом «Побленсе» из пятого по силе дивизиона. Спустя год, в августе 2023 года он стал игроком «Райо Махадаонда», но в основном играл за фарм-клуб «Кольядо-Вильяльба».
С июля 2024 года защищает цвета «Райо Вальекано». Первоначально он прошёл предсезонную подготовку с основным составом, но в итоге был заявлен за вторую команду. Дебютный матч за основу «Райо» он провёл 29 октября того же года, отметившись голом в Кубке Испании в ворота «Вильямурьеля» (5:0).
Первую игру в чемпионате Испании Этьен Это’о Пинеда провёл 22 февраля 2025 года против «Вильярреала», выйдя на замену в конце встречи на 87 минуте.

### Карьера в сборной
Родившись в Испании, Это’о принял решение выступать за сборную Камеруна.
В сентябре 2019 года он был вызван в сборную Камеруна до 17 лет для участия в чемпионат мира среди юношеских команд в Бразилии. Однако в спустя месяц он был исключён из состава из-за президентского указа, согласно которому все игроки юношеских страны от 15 и 17 лет должны играть в Камеруне. По аналогичным причинам в декабре 2019 года Этьену Это’о запретили выступать за сборную Камеруна до 20 лет.
Свой первый гол за молодёжную сборную Камеруна до 20 лет он забил в феврале 2021 года в матче против Мозамбика (4:1).